# ウェストランド ホワールウィンド
ウェストランド ホワールウィンド
- 用途：戦闘機
- 設計者：テディ・ペッター（英語版）
- 製造者：ウェストランド・エアクラフト
- 運用者： イギリス（イギリス空軍）
- 初飛行：1938年10月
- 生産数：112機
- 生産開始：1939年
- 運用開始：1940年6月
- 運用状況：退役

ウェストランド ホワールウィンド （またはワールウィンド。Westland Whirlwind）は第二次世界大戦で、イギリス空軍が使用した双発戦闘機である。

## 概要

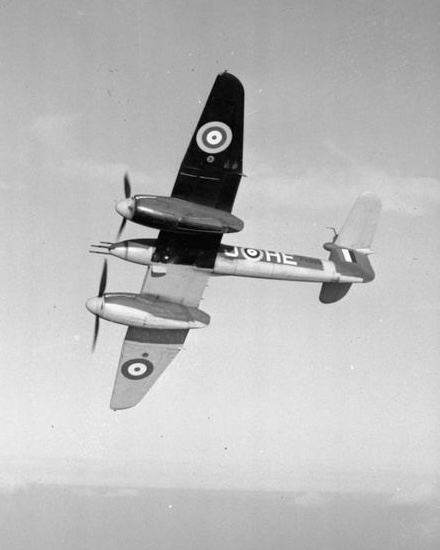

ホワールウィンドはイギリス空軍最初の双発単座戦闘機で、またウエストランド・エアクラフト社にとっても初めてイギリス空軍に採用された戦闘機でもあった。試作機の発注は1937年に出され、1号機は1938年10月に初飛行し、1939年1月には量産発注が行われた。しかし生産の遅れのため実機の部隊配備は1940年6月になってからだった。初期に引き渡された機体の内の1機は、夜間戦闘機としての実用テストを受けた。
形状的には、双発機としてはかなり小型で（ハリケーンより50センチ長いだけ）胴体もかなり細身にまとめられ、鉛筆のように見えた。水冷でありながらラジエーターを機外に突出させず、胴体と両エンジンの間の中央翼内に取り込んで空気抵抗を抑えている。エンジンも小型かつ軽量のロールスロイス・ペリグリンエンジンを選定した。
しかし、この選定こそ本機のウィークポイントとなった。このエンジンは故障が多く、その整備のため部隊は大きな労力を割かれ機体の稼働率も低かった。また、着陸速度が速かったため使用できる飛行場が限られるなど、運用面で問題点が多い機体だった。加えて高高度性能に劣るため、イギリス空軍は迎撃戦闘機として本機は不適であると評価した。このため、バトル・オブ・ブリテンには本機は参加していない。
そこで、比較的長い航続距離と重武装を生かして長距離護衛戦闘機/戦闘爆撃機として使用することになり、1941年にはブレニム軽爆撃機の護衛任務を行ったりした。1942年からは、イギリス本土からドイツ占領地への爆撃任務に就いている。しかし、エンジンの不調が解消されぬまま、1942年2月に112機（及び原型機2機、生産済みのエンジン分の機体数）をもって本機の生産は終了し、1943年にはホーカー タイフーンに更新されて本機は前線から退いた。

## スペック
- 全長： 9.98 m
- 全幅： 13.70 m
- 全高： 5.04 m
- 翼面積： 23.2 m2
- 全備重量： 4,621 kg

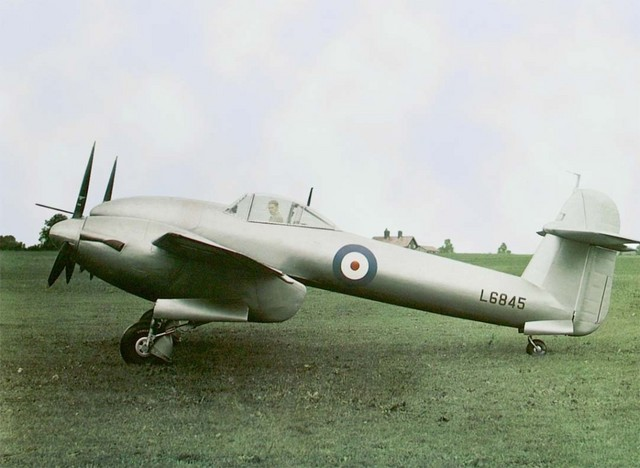
プロトタイプのホワールウィンド

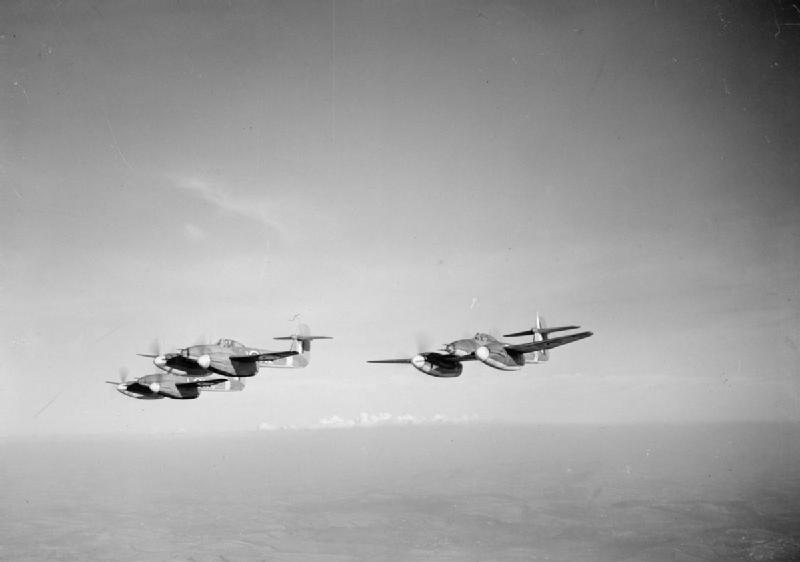

- エンジン： ロールスロイス・ペリグリン1　960 hp ×2
- 最大速度： 579 km/h
- 航続距離： 1,300 km
- 上昇限度： 9,150 m
- 上昇時間： 4500 mまで5.8 分
- 武装：
  - イスパノ Mk.II 20 mm機関砲 ×4
  - 225 kg爆弾 ×2
- 乗員： 1 名

## 登場作品

### ゲーム
『鋼鉄の咆哮 ウォーシップコマンダー』
イギリス型の航空機として登場。
『紺碧の艦隊2 ADVANCE』
イギリスの戦闘機として登場。
ソニックウイングス3
Enlisted